# Senza buccia
Senza buccia è un film del 1979, diretto da Marcello Aliprandi.
La pellicola è uscita in Italia il 31 ottobre 1979 e in Spagna il 17 maggio 1980.
Tra i protagonisti compaiono due future dive della scena hard italiana anni ottanta: Lilli Carati e Ilona Staller.

## Trama
I due fratelli Giuliano e Nora, vivaci rampolli della borghesia meneghina, trascorrono le vacanze all'insegna del nudismo e degli scambi di coppia nella loro villa di Lipari, isole Eolie, con gli amici, e rispettivi fidanzati, Barbara e Daniele.
Daniele, il più sensibile e insicuro del gruppo, per attirare l'attenzione degli amici, e soprattutto di Nora, inscena un finto suicidio in un momento di ozio su una spiaggia poco distante dalla loro casa di villeggiatura. Tornati a casa, Giuliano e Nora ricevono la telefonata della madre che chiede loro di accogliere Adriana, una sua amica in crisi; i due ragazzi accettano la richiesta mostrando un certo disappunto. La sera stessa, Nora annuncia l'intenzione di partire per un'altra località e Daniele, nei suoi confronti, tenta un approccio goffo che non va a buon fine. Il mattino seguente Daniele accompagna al porto Nora che, decisa a prendere il traghetto per Malta, sale, invece, sulla barca di alcuni ragazzi e parte con loro lasciando Daniele deluso.
Durante una gita in barca, Daniele, Giuliano e Barbara, rimasti senza la compagnia di Nora, si imbattono in un'imbarcazione a vela in panne occupata da due nudisti norvegesi, Bjorn e Trella. Giuliano, audace e spavaldo, non si fa pregare per prestare subito soccorso e fare amicizia con i due naufraghi, in particolar modo con Trella, sotto gli occhi di una diffidente Barbara.
Ospiti a casa di Giuliano, i due norvegesi girano completamente nudi con una certa disinvoltura, provocando negli altri un iniziale imbarazzo. Barbara, gelosa, rimprovera a Giuliano un eccessivo interesse nei confronti di Trella, salvo presentarsi nuda, davanti a lui, dopo alcuni minuti, costringendo sia Giuliano, sia Daniele, a fare lo stesso. Nel frattempo arriva Adriana, l'amica della madre di Giuliano, accolta da un imbarazzato Daniele. Mentre il rapporto tra Giuliano e Trella si intensifica sotto gli sguardi di una infastidita Barbara, Daniele stringe amicizia con Adriana nella quale egli vede una potenziale confidente, riconoscendole un atteggiamento diverso rispetto alla maggior parte dei suoi coetanei: Adriana infatti ha 32 anni, mentre Daniele ne ha solo 16. Adriana, arrivata per riflettere su se stessa a causa di un rapporto sentimentale in crisi, non ha intenzione di dedicare attenzione al ragazzo. Intanto Barbara si getta persino addosso a Daniele per far ingelosire Giuliano ma senza ottenere l'esito sperato.
È l'ultima sera prima dell'addio. Sono tutti in spiaggia davanti al falò. Giuliano e Trella si appartano. Barbara, adirata e ubriaca, si avvicina a Daniele e comincia a insultarlo rinfacciandogli di non essere capace di soddisfare una donna. Daniele risponde dicendo che Barbara vale poco per Giuliano. Così Barbara colpisce Daniele con uno schiaffo e subito dopo si avventa su Bjorn, reo di rimanere indifferente di fronte al comportamento così facile e disinibito di Trella. Barbara, in lacrime, corre in camera e tenta il suicidio ingurgitando una boccetta di sonniferi, ma è soccorsa appena in tempo da Daniele ed Adriana la quale ha assistito alla lite. Dopo aver calmato Barbara, Adriana entra in camera di Daniele il quale, anch'egli in lacrime, le confessa le sue paure. Adriana invita quindi Daniele ad avvicinarsi a lei e a non aver paura.
Il mattino seguente, Trella decide di lasciare l'isola con Bjorn, che nel mentre ha riparato l'albero maestro della loro barca, confondendo Giuliano sicuro che ella sarebbe rimasta per sempre con lui. Giuliano, d'altronde, si riappacifica con Barbara che perdona il ragazzo. 
Daniele, svegliatosi euforico dopo la notte trascorsa con Adriana, quando scopre, leggendo una sua lettera, che lei è partita, la raggiunge al porto e si tuffa in acqua per inseguire il traghetto su cui lei è appena salita chiedendole, urlando, di rimanere con lui. Quando Daniele esce dall'acqua, ad attenderlo sulla banchina, c'è Nora appena tornata da Malta, e lui la invita a salire sulla motocicletta ostentando una sicurezza mai avuta prima.